# Ferkane
Ferkane è un comune dell'Algeria, situato nella provincia di Tébessa.